# Лампру, Костас
	Константинос (Костас) Лампру (греч. Κωνσταντίνος "Κώστας" Λάμπρου; 18 сентября 1991, Афины, Греция) — греческий футболист, вратарь нидерландского клуба НАК Бреда.

## Карьера
В 13 лет Костас Лампру переехал в Нидерланды по приглашению тренеров из знаменитой футбольной академии «Аякса». В дальнейшем продолжил карьеру в футбольной академии «Фейеноорда», где впоследствии стал основным вратарём молодёжной команды. Проведя несколько сезонов в Эредивизи, отыграл 15 матчей за роттердамский клуб. Лампру не устраивала роль не основного вратаря команды, и он решил отправиться в аренду в клуб «Виллем II». В этой команде Костас быстро завоевал место основного вратаря и даже признавался лучшим игроком сезона.
Отыграв за «Виллем II» три сезона и хорошо проявив себя в Эредивизи, на вратаря обратили внимание в «Аяксе». В августе 2017 года 25-летний вратарь подписал с «Аяксом» контракт на один сезон до 30 июня 2018 года. За основной состав дебютировал 25 октября в кубковом матче против любительского клуба «Де Дейк». В июле 2018 года продлил контракт с «Аяксом» ещё на один сезон.
В июле 2020 года перешёл в «Валвейк».
10 июня 2021 года подписал двухлетний контракт с клубом ПЕК Зволле. В июле 2022 года покинул ПЕК Зволле и перешёл в «Виллем II».
В августе 2023 года вернулся в роттердамский «Фейеноорд», подписав контракт до конца сезона 2023/24.
24 декабря 2024 года перешёл в НАК Бреда, подписав контракт до конца сезона. 11 июля 2025 года подписал новый контракт с НАК до середины 2027 года.

## Достижения
«Аякс»
- Чемпион Нидерландов: 2018/19
- Обладатель Кубка Нидерландов: 2018/19

«Фейеноорд»
- Чемпион Нидерландов до 17 лет: 2006/07[14]
- Обладатель Кубка Нидерландов: 2023/24